# 拉普兰德帕尔米斯特
拉普兰-德帕尔米斯特（法語：La Plaine-des-Palmistes，法語發音：[la plɛn de palmist]）是法国海外省留尼汪的一个市镇，属于圣伯努瓦区。

## 地名
缩合冠词“des”发音为[de]，在《法汉译音表》中对应“代”字，但其仅在“圣莫代福塞”（Saint-Maur-des-Fossés）等少数地名中译作“代”，《世界地名翻译大辞典》、《世界地名译名词典》和《法国地图册》等主流地名译名类书籍资料中多译作“德”。

## 地理
拉普兰-德帕尔米斯特（21°8'6"S, 55°37'32"E）面积83.19 平方千米，位于法国海外省留尼汪。
与拉普兰-德帕尔米斯特接壤的市镇（或旧市镇、城区）包括：圣伯努瓦、圣罗斯、勒唐蓬。
拉普兰-德帕尔米斯特的时区为UTC+04:00。

## 行政
拉普兰-德帕尔米斯特的邮政编码为97431，INSEE市镇编码为97406。

## 政治
拉普兰-德帕尔米斯特所属的省级选区为圣伯努瓦第一县。

## 人口

1962-2008年间拉普兰德帕尔米斯特人口变化图示

拉普兰-德帕尔米斯特于2022年1月1日时的人口数量为6920人。